# William Jones de Nayland
William Jones (30 juillet 1726-6 janvier 1800), connu sous le nom de William Jones de Nayland, est un pasteur et auteur britannique.

## Biographie
Il est né à Lowick, Northamptonshire, mais descend d'une vieille famille galloise. L'un de ses ancêtres est le colonel John Jones, beau-frère d'Oliver Cromwell. Il fait ses études à Charterhouse School et à l'University College d'Oxford. Là, un goût pour la musique, ainsi qu'une similitude de caractère, le conduisent à une intimité étroite avec George Horne, plus tard évêque de Norwich, qu'il incite à étudier les doctrines hutchinsoniennes.
Après avoir obtenu son baccalauréat à l'University College d'Oxford en 1749, Jones occupe divers postes (vicaire de Bethersden, Kent (1764); recteur de Pluckley, Kent (1765)). En 1777, il obtient la cure perpétuelle de Nayland, Suffolk, et sur la nomination de Horne à Norwich devient son aumônier, écrivant ensuite sa biographie. Son presbytère devient le centre d'une coterie de la High Church, et Jones lui-même est un lien entre les non-jurés et le mouvement d'Oxford.

## Œuvres
En 1756, Jones publie son tract The Catholic Doctrine of a Trinity, un énoncé de la doctrine du point de vue hutchinsonien, avec un résumé des preuves bibliques. Il est suivi en 1762 par un Essai sur les premiers principes de la philosophie naturelle, dans lequel il maintient les théories de Hutchinson en opposition à celles d'Isaac Newton, et en 1781 il traite du même sujet dans Physiological Disquisitions. Jones est également à l'origine du British Critic (mai 1793). Les hauts ecclésiastiques du XVIIIe siècle s'intéressent davantage à l'ecclésiologie qu'aux sacrements. Le statut du ministère anglican est crucial pour l'ecclésiologie de la haute église. Le fondement du ministère anglican est l'orthodoxie trinitaire et cette doctrine est réaffirmée par les hauts ecclésiastiques contre les ariens, les déistes et les sociniens . " A Full Answer to the Essay on Spirit " de Jones (Londres 1753), co-écrit avec George Horne, répond au travail arien de Robert Clayton, publié trois ans plus tôt et aiguise la controverse trinitaire selon Jones lui-même .
Dans les années 1790, lui et William Stevens fondent la Society for the Reformation of Principles. Jones écrit des tracts loyalistes et soutient que la Révolution française est une manifestation de l'Antéchrist. Ses idées sont perpétuées après sa mort par des réimpressions successives de ses œuvres et contribuent à influencer la tradition conservatrice du XIXe siècle dans l'Église et l'État .
Ses œuvres complètes, avec une vie de William Stevens, paraissent en 1801, en 12 vol., et sont condensées en 6 vol. en 1810. Une vie de Jones, formant pt. 5 de la Biographie des théologiens anglais, est publié en 1849 . Il publie un hymne aux paroles de John Milton, le républicain puritain du XVIIe siècle, "Le Seigneur viendra et ne tardera pas".